# Дельбрюк, Макс
Макс Людвиг Хеннинг Дельбрюк (нем. Max Ludwig Henning Delbrück; 4 сентября 1906, Берлин, Германская империя — 9 марта 1981, Пасадина) — американский биофизик немецкого происхождения.
Наиболее известен благодаря эксперименту Лурии — Дельбрюка.
Лауреат Нобелевской премии по физиологии и медицине в 1969 году (совместно с Алфредом Херши и Сальвадором Лурией) «за открытия, касающиеся механизма репликации и генетической структуры вирусов».
Дельбрюк начинал свою научную карьеру как физик, он, в частности, первым предсказал один из нелинейных эффектов квантовой электродинамики — дельбрюковское рассеяние.
С 1932 по 1937 год, Макс Дельбрюк работал в Берлине ассистентом Лизы Мейтнер, сотрудничавшей с Отто Ганом в исследовании нейтронного излучения урана. В этот период он написал несколько работ, одна из которых, написанная в 1933 году, стала важным вкладом в теорию рассеяния гамма-лучей на кулоновском поле благодаря поляризации вакуума, вызванной этим полем. Его выводы оказались неприменимы в данном конкретном случае, однако 20 лет спустя Ханс Бете подтвердил существование такого явления и назвал его «Дельбрюковским рассеянием».

## Биография
Сын известного военного историка Ганса Дельбрюка. Племянник известного агрохимика Макса Дельбрюка. 
С 1932 года работал в Химическом институте кайзера Вильгельма в берлинском районе Далем, где вместе с Н.Тимофеевым-Ресовским изучал генетические мутации.
В 1937 году эмигрировал в США.
Член Национальной академии наук США (1949), иностранный член Лондонского королевского общества (1967), Французской академии наук (1978).

## Награды и признание
- Медаль Грегора Менделя[нем.] (1967)
- Премия Луизы Гросс Хорвиц (1969)
- Нобелевская премия по физиологии и медицине (1969)
- EMBO Member[англ.] (1970)